# Karel Mejstřík (generál)

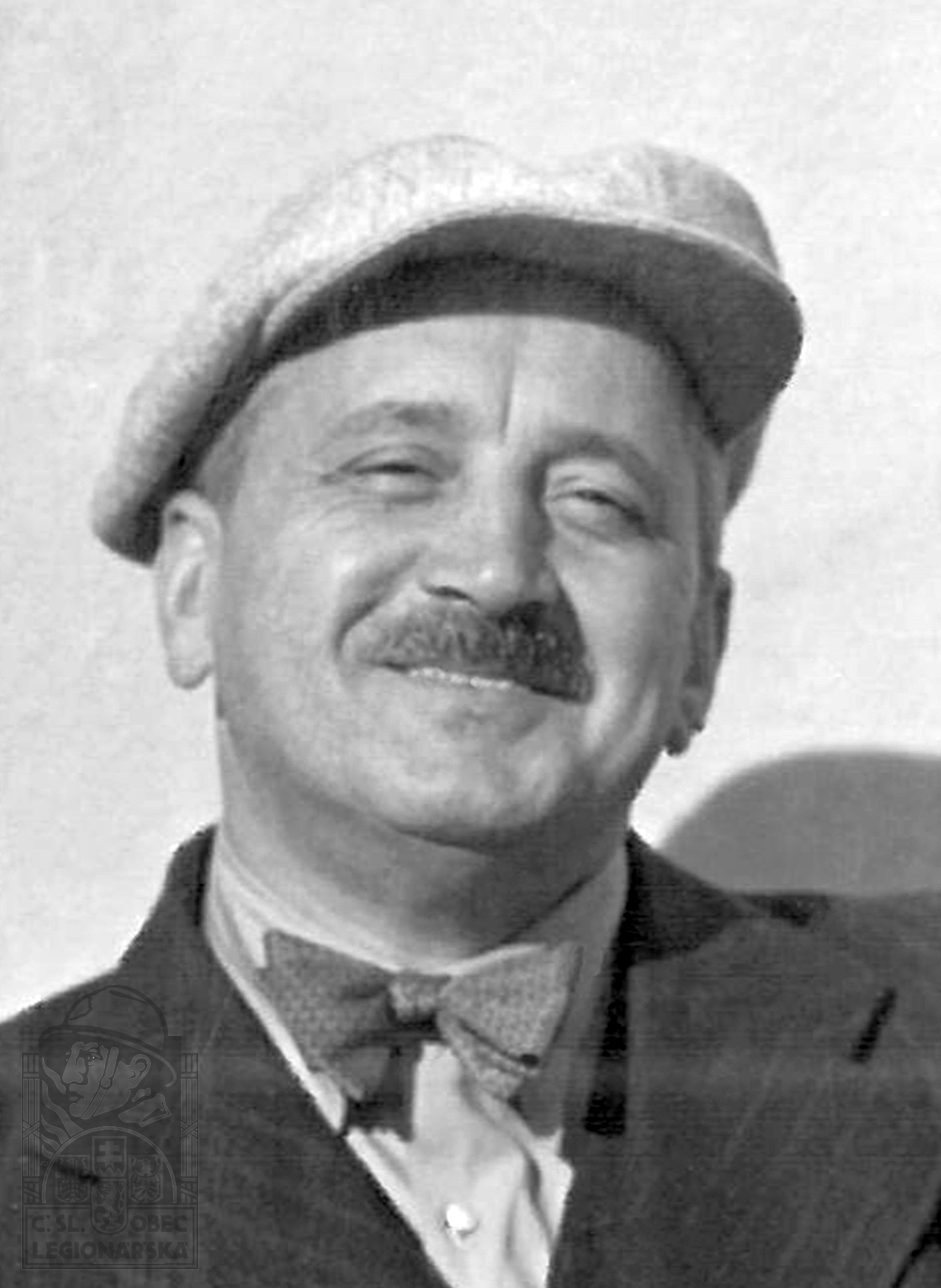
Karel Mejstřík v civilním oděvu (před rokem 1945)

Divizní generál Karel Mejstřík (18. října 1886 Lahovičky – 6. května 1945 Zbraslav) byl československý legionář a generál padlý během Pražského povstání.

## Život

### Před první světovou válkou
Karel Mejstřík se narodil 18. října 1886 v Lahovičkách, osadě pražských Lahovic. Mezi lety 1898 a 1902 studoval na smíchovském reálném gymnáziu a následně na Českoslovanské obchodní akademii v Praze, kterou ukončil v roce 1905. Poté absolvoval vojenskou službu u 11. c. a k. pěšího pluku v Praze, v jejím rámci vystudoval i školu pro důstojníky v záloze. Po návratu do civilu pracoval jako úředník První česko-moravské továrny na stroje Praha.

### První světová válka
Po vypuknutí první světové války byl v srpnu 1914 povolán na srbskou frontu, kde sloužil na postu velitele čety. Brzy byl raněn a do března 1915 se léčil. Poté byl odvelen na ruskou frontu, kde u Sokalu padl v červenci 1915 do zajetí. V prosinci téhož roku se v Kyjevě přihlásil do České družiny. Sloužil jako tlumočník ve štábu 8. ruské armády, od června 1917 jako velitel průzkumného oddílu, mezi říjnem 1917 a lednem 1918 se opět léčil, tentokrát po nákaze tyfem[nepřesný odkaz]. Po návratu se stal podnáčelníkem štábu 1. československé střelecké divize. V srpnu 1918 dostal za úkol postavit dobrovolnický 1. rusko-český střelecký pluk, což ho zavedlo do Samary a posléze do Čeljabinsku. V říjnu 1918 se stal československým vojenským přidělencem ve štábu Ruské dobrovolnické armády, v dubnu 1919 přednostou oddělení ve štábu 3. československé divize. Do Československa se vrátil v roce 1920 v hodnosti majora.

### Mezi světovými válkami
Po návratu do vlasti zůstal Karel Mejstřík v armádní službě. Sloužil na Zemském vojenském velitelství pro Podkarpatskou Rus v Užhorodu jako podnáčelník, od roku 1924 jako náčelník štábu. V letech 1922 až 1924 studoval na Vysoké škole válečné v Praze. V roce 1925 se stal náčelníkem štábu Zemského vojenského velitelství v Bratislavě. Mezi lety 1928 a 1929 velel pěšímu pluku 43 v Brně, poté 3. pěší brigádě v Plzni. V roce 1929 byl rovněž povýšen do generálské hodnosti. V roce 1932 byl zapleten do špionážní aféry ve Škodě Plzeň, v té souvislosti byl obviněn z homosexuality, která byla v té době trestná. V roce 1933 odešel do penze oficiálně z důvodu vážné nemoci. Ve stejnou dobu se oženil s Marií Bolardtovou a s rodinou se usadil na pražské Zbraslavi.

### Druhá světová válka
Po německé okupaci byl Karel Mejstřík zaměstnán v podniku generála Klecandy a zapojil se do činnosti vojenské odbojové organizace Obrana národa. Jeho zaměstnavatel zřídil několik dílen v terezínském ghettu a Karel Mejstřík organizoval podporu zde internovaných osob, na čemž spolupracoval zejména s generálem Jaroslavem Untermüllerem. Zúčastnil se příprav na ozbrojené vystoupení proti Němcům a po vypuknutí Pražského povstání se stal velitelem pro Zbraslav a členem Revolučního národního výboru. Po obsazení Zbraslavi Němci byl dne 6. května 1945 zabit příslušníky Waffen-SS. Na místě jeho skonu je umístěn pomník.

## Ocenění

### Vyznamenání
- 1918 Řád svatého Jiří IV. třídy
- 1919 Řád sokola
- 1920 Croix de guerre
- 1920 Československá revoluční medaile
- 1921 Československá medaile Vítězství
- 1922 Řád čestné legie V. třídy
- 1927 Řád svatého Sávy III. třídy
- 1930 Řád čestné legie IV. třídy

### Posmrtná ocenění
- V roce 1945 obdržel Karel Mejstřík in memoriam Československý válečný kříž 1939
- V roce 1946 byl Karel Mejstřík in memoriam povýšen do hodnosti divizního generála.